# Reserva natural Vaquerías
La Reserva natural Vaquerías (también llamada por su nombre aborigen: Lampatu Mayu) es una reserva natural en la ciudad cordobesa de Valle Hermoso. Pertenece a la Universidad Nacional de Córdoba (Resol 1780/90 UNC) y su nombre se debe a que desde fines del siglo XVIII la zona fue destinada por mucho tiempo a la cría del ganado vacuno.
En el lugar existe un complejo hotelero administrado por la Universidad Nacional de Córdoba.
La zona es muy visitada por turistas que recorren los numerosos circuitos a lo largo del río, también llamado Vaquerías, como la senda botánica, el cerro La Cruz, la casa del dique, la Cascada de los Helechos, la del Ángel, el mirador y el palomar.

## Descripción
La Reserva Natural, de una superficie aproximada de 380 hectáreas, pertenece a la Universidad Nacional de Córdoba. El área comprende la quebrada  situada en la vertiente occidental de la Sierra Chica  al este de la localidad de Valle Hermoso  y a unos 2 km de la Ruta 38 hacia el este, ingresando por el acceso sur a la ciudad, cerca del antiguo cementerio. En la entrada a la Reserva se localiza el Complejo Turístico Vaquerías , también perteneciente a la Universidad mencionada. Posee un hotel, camping, canchas para diversos deportes y piscina para natación. 

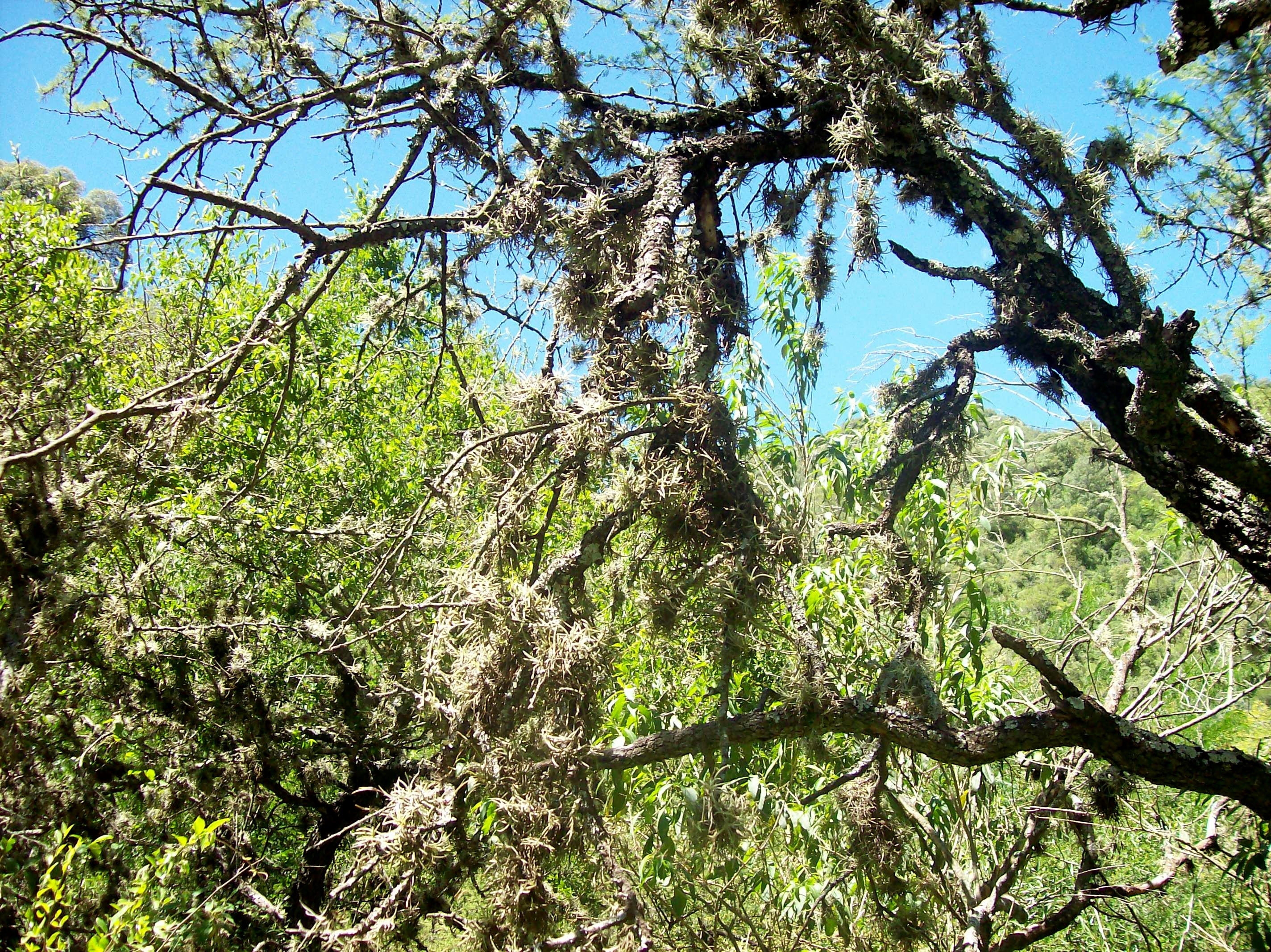
Claveles del aire.

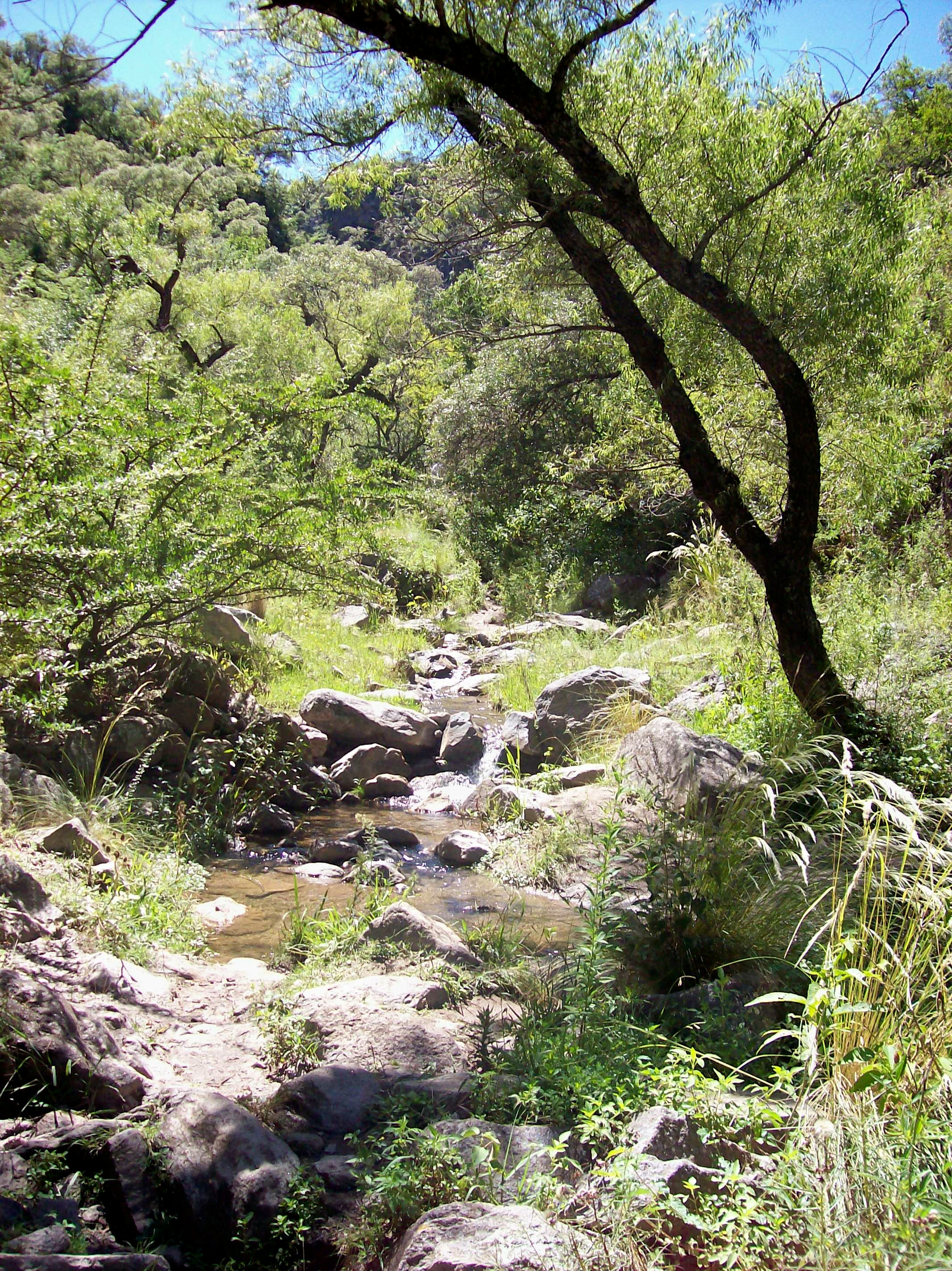
Sendero por el arroyo.

La altitud dentro del predio varía entre los 800 y los 1400 m s. n. m.; en él existe un recorrido, de unos 3300 metros, que debe realizarse caminando y que conduce hasta El Diquecito. Desde allí se remonta el arroyo Vaquerías, hasta la llamada Garganta del Diablo, y luego por otro arroyo, se llega hasta la cascada de Los Helechos. Este salto de agua tiene 10 m de altura y un microclima con gran cantidad de oxígeno en su composición. Se encuentra rodeado de molles y helechos que le dan su nombre. 
La reserva permite actividades de investigación, experimentación e interpretación. Su fauna está formada por más de cien especies, algunas en peligro de extinción. La vegetación del área corresponde al bosque serrano y predominan el molle Lithraea molleoides, espinillo, tala, arbustos y hierbas como el piquillín (Condalia microphylla), chilca, crotón, duraznillo negro, romerillo, manzano del campo Ruprechtia apetala, manzanita del monte, etc.
En el paseo por los senderos es necesario atravesar numerosas veces el río, ya sea aprovechando los troncos caídos o pisando las piedras sobre su lecho. El agua sólo alcanza a cubrir algo más arriba que los tobillos, si bien suele haber pozas naturales de mayor profundidad y pequeños saltos del río, de agua cristalina y potable. 
Entre dos y tres horas, caminando tranquilamente y deteniéndose para tomar fotos y disfrutar del paisaje, lleva el recorrer la mayoría de los senderos. Aunque cansado, el paseo no es peligroso y puede realizarse con niños.

## Historia

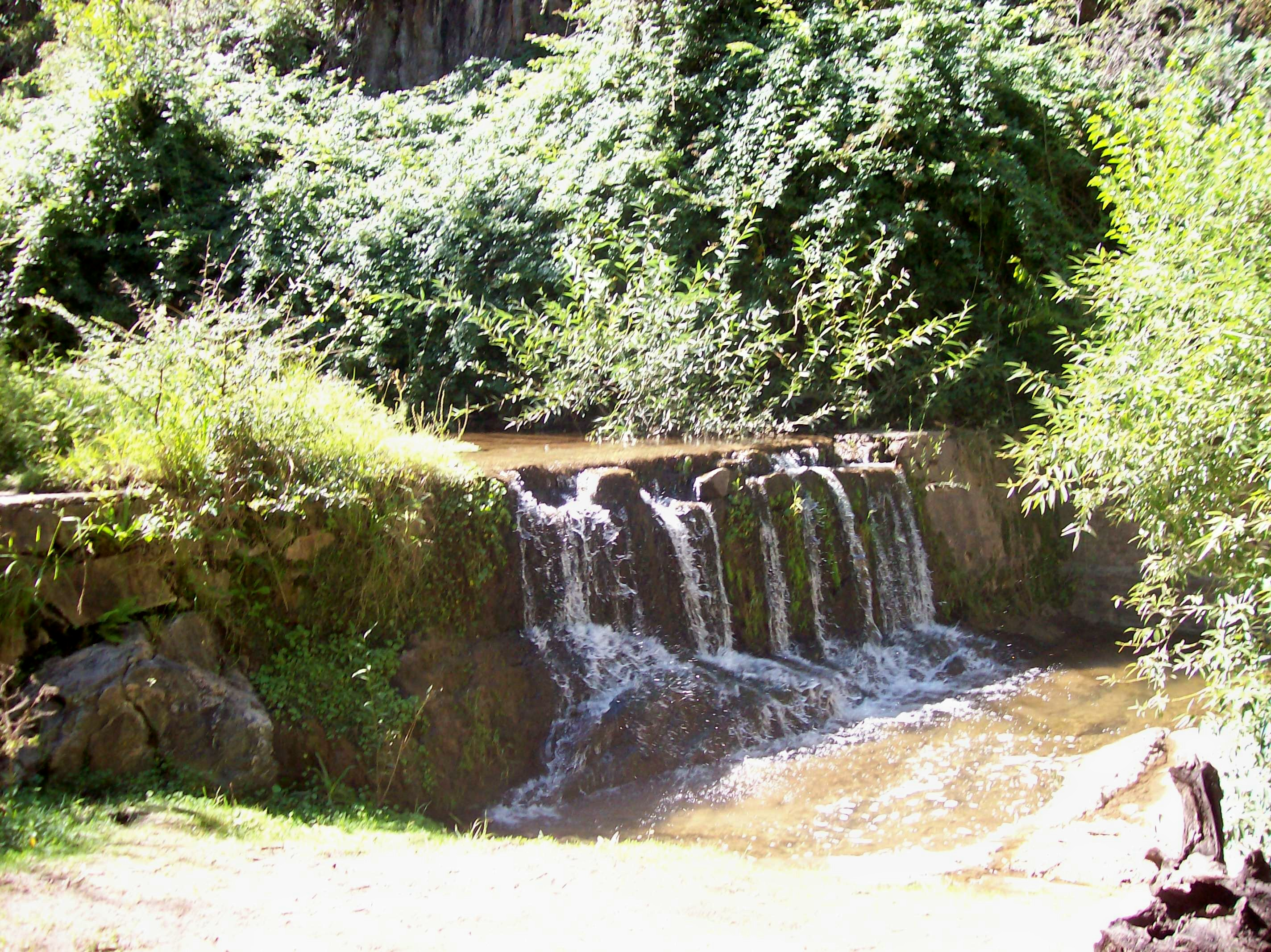
Dique antiguo

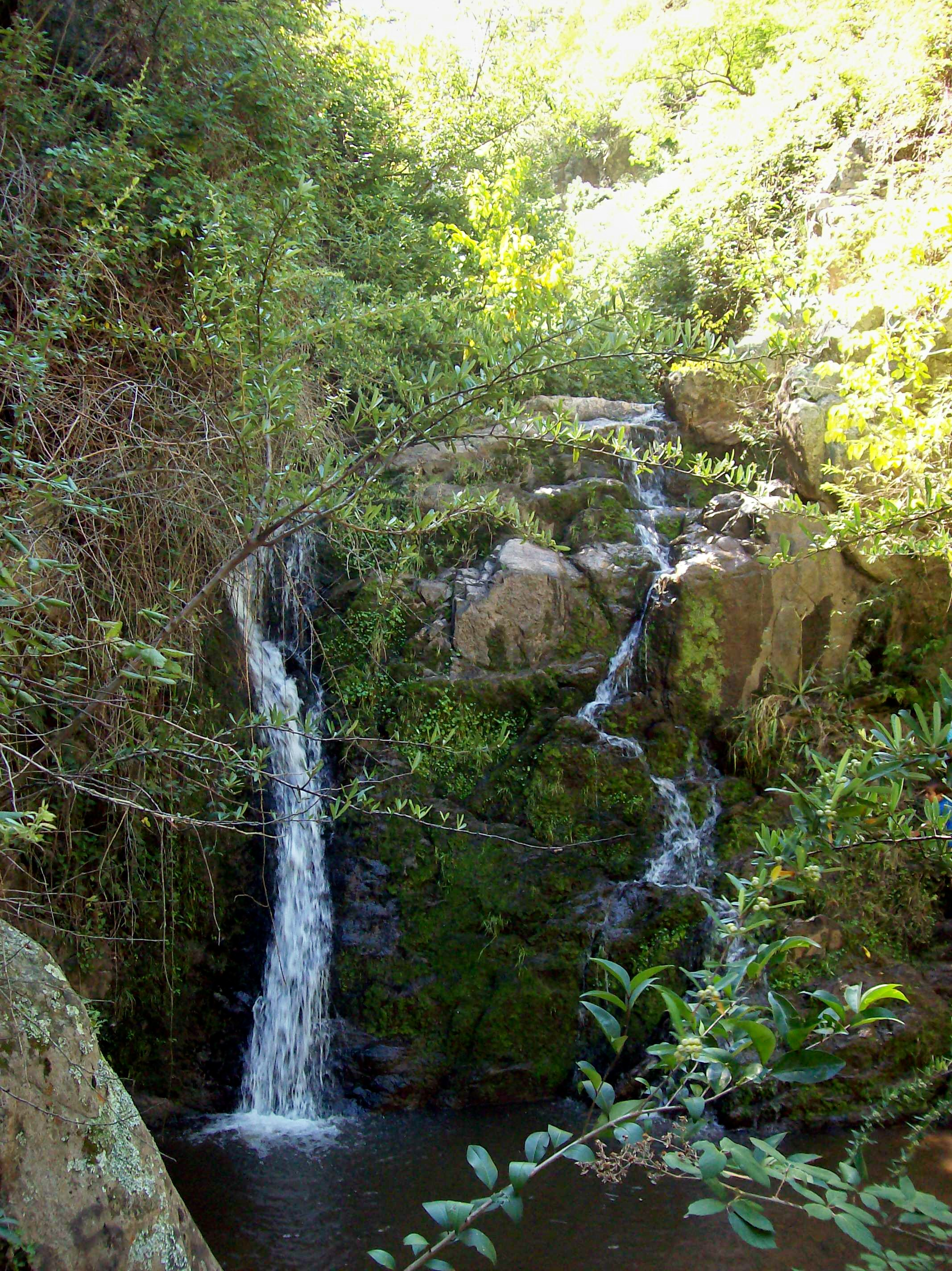
Cascada de los Helechos

Esta zona fue destinada, desde fines del siglo XVIII, para la cría y resguardo del ganado vacuno por estar rodeada de sierras, y contar con abundantes pastos además de un caudaloso arroyo que hoy recibe el nombre de la región, pero antiguamente se llamaba Lampatu Mayu. El nombre de Vaquerías proviene del hecho de que los españoles, en la época de la colonización, se detenían en este sitio, en su paso por el Camino Real, con el ganado vacuno.
Hacia 1900 un tal Antonio Marcuzzi adquirió el predio e inició la construcción de un complejo hotelero llamado San José (hoy sector Los Nogales). En 1907 se edificó la primera casa frente al Hotel Central (hoy Aguaribay) y el Dique Vaquerías, que proveía de agua a todo el lugar, seis casas y el Valle Hotel, que hoy ya no existe, donde actualmente se halla el palomar. El dique abasteció de agua al pueblo de Valle Hermoso, y en la actualidad alimenta al Complejo, incluida la piscina de natación construida en el año 1924, y a varias casas particulares. Todo fue explotado por la Familia Anguinetti desde 1938, y entre 1946 a 1968, también explotaron el Hotel Vaquerías, hasta el año 1968. Desde esa fecha y por dos años se instaló un centro de diversiones. En el 1970 la Universidad Nacional de Córdoba compró, en subasta judicial, las 400 hectáreas en las que en la actualidad se halla Complejo Turístico Vaquerías y la Reserva Natural, esta última declarada como tal, por ley provincial n.º 8081, por nuclear ecosistemas del Chaco Serrano, que actualmente se encuentra en marcado retroceso.
En el 2007 hubo un intento de parte de la Dirección Provincial de Vialidad para que la universidad cordobesa cediera parte del terreno para construir una ruta que uniese las localidades de Río Ceballos con Valle Hermoso a través de las Sierras Chicas y que fue rechazado por las autoridades de la casa de estudios.

## En la actualidad

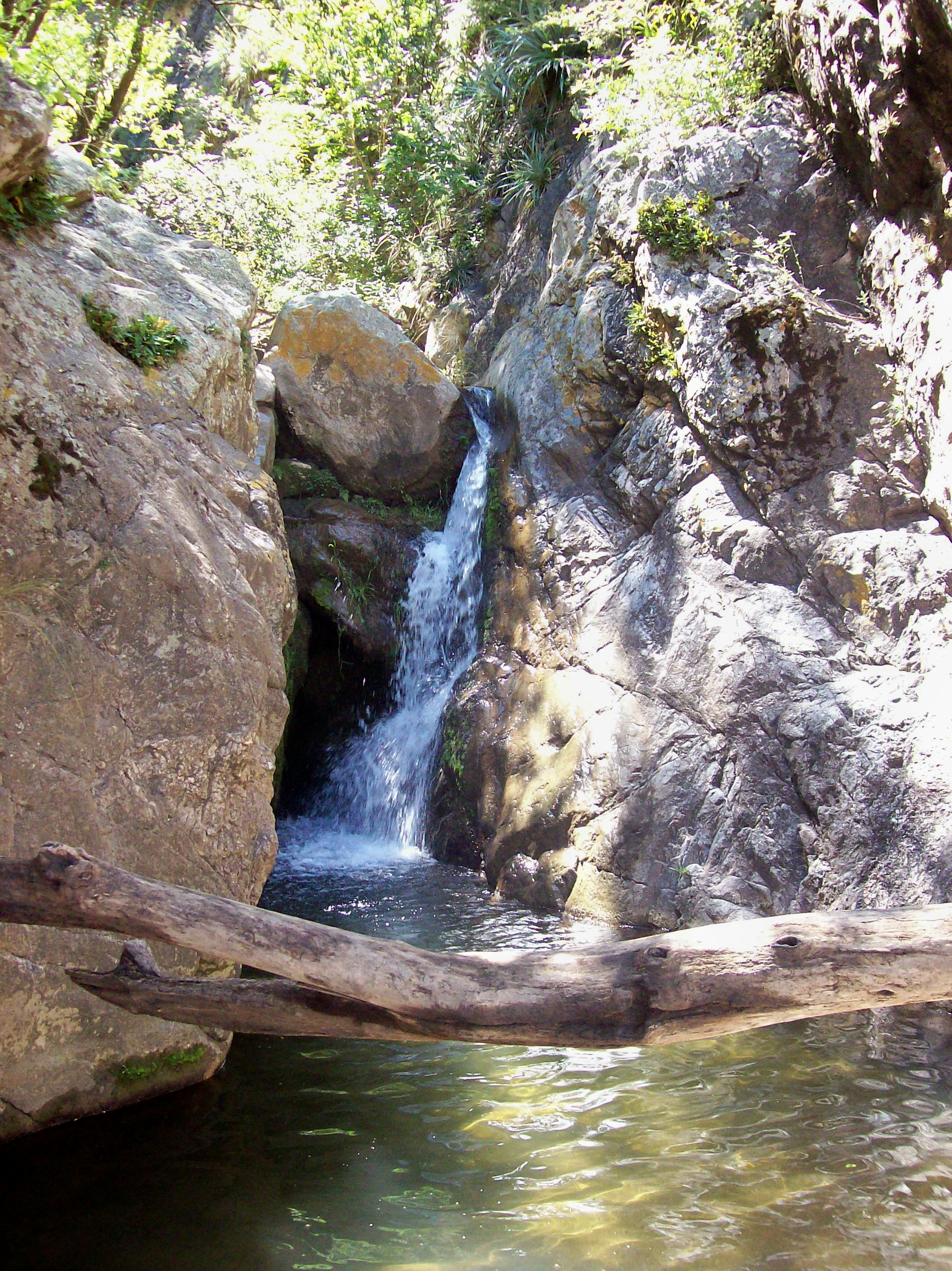
Cascada del Ángel

Hoy día la Reserva Natural Vaquerías es un nicho ecológico, que posee un microclima fresco aún en los días del verano. El complejo hotelero es administrado por la Obra Social Universitaria, llamada también por el acrónimo de su nombre original, DASPU (Dirección de Asistencia Social del Personal Universitario).
El Hotel Central, terminado de construir en 1910, cuenta con un comedor central y un bar cafetería, un salón de convenciones apto para 200 personas y otros más pequeños, donde asiduamente se llevan a cabo encuentros, jornadas, congresos, reuniones, etc., tanto académicos, como sociales, deportivos, culturales y de la más diversa índole, a nivel nacional e internacional.

## Galería

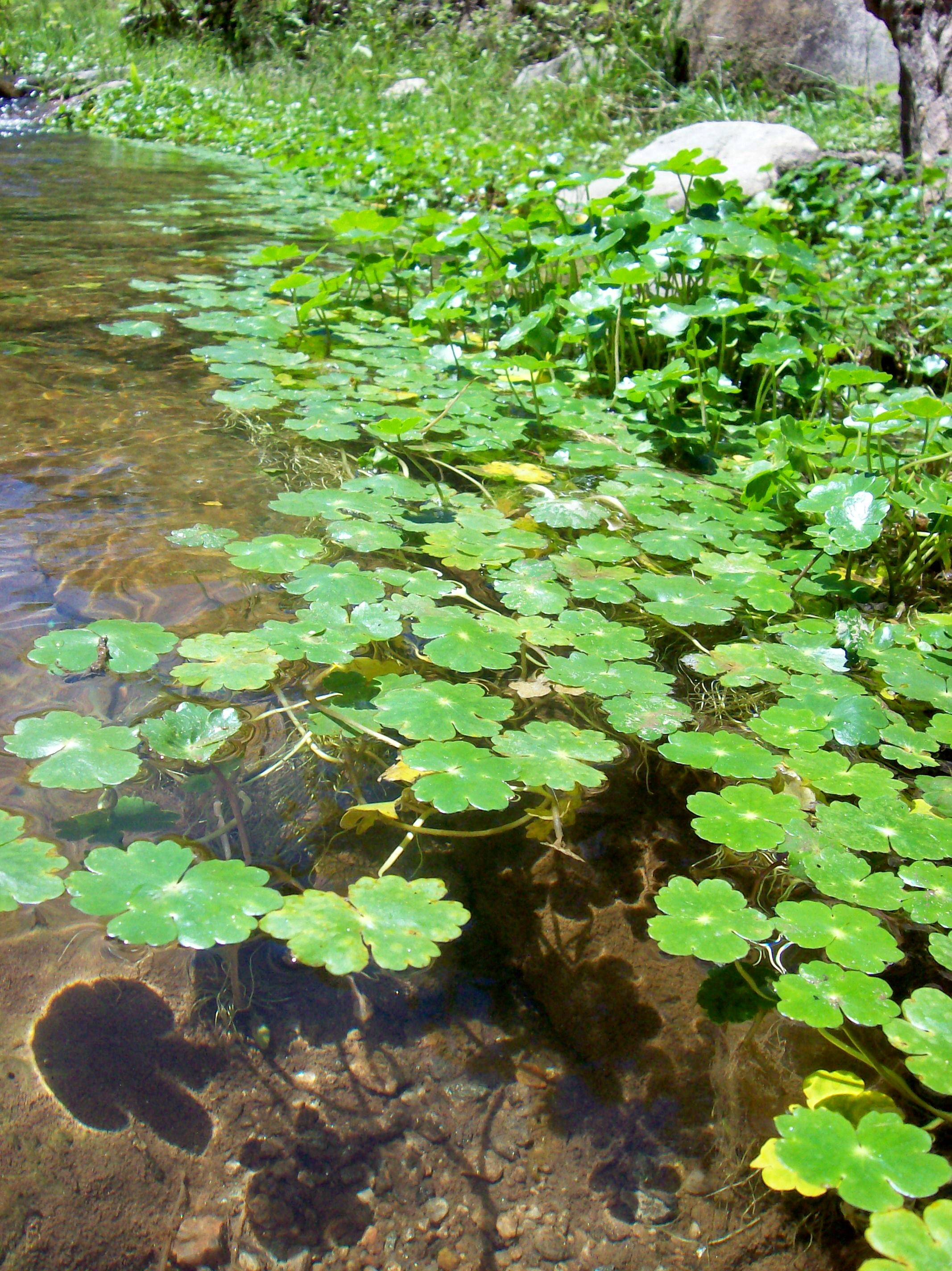
Vegetación sobre el río.
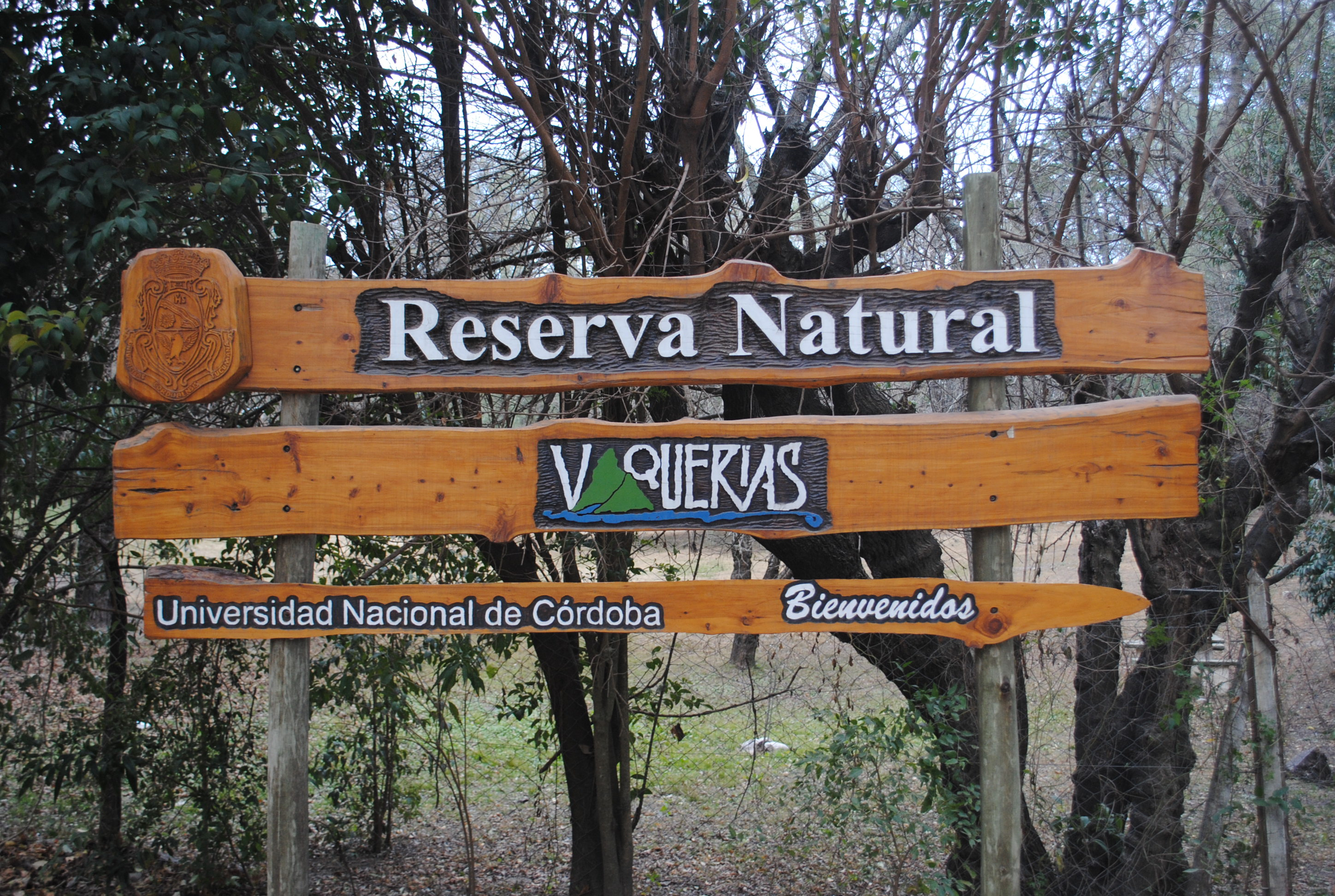
Entrada a la Reserva.
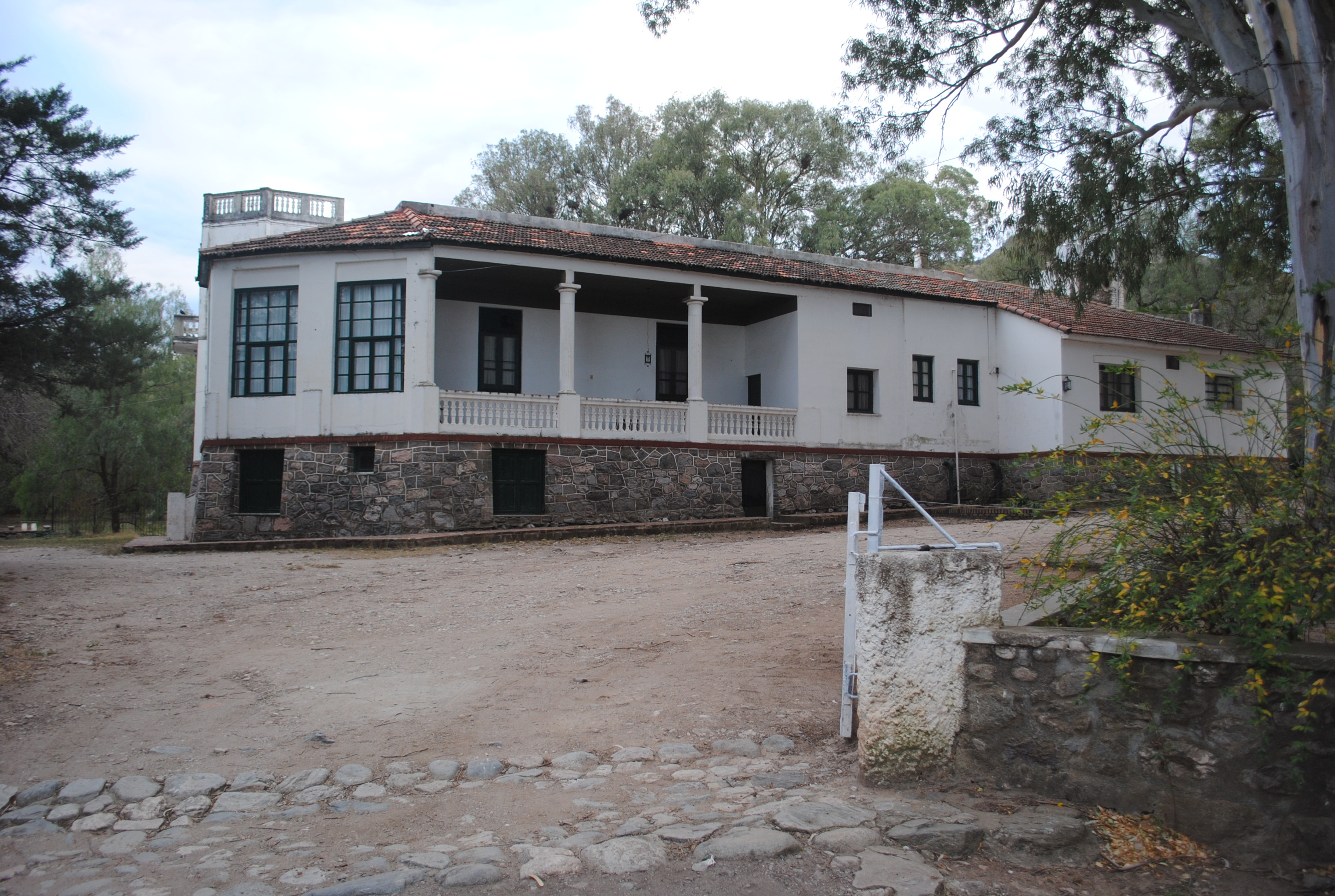
Edificio Los Nogales.
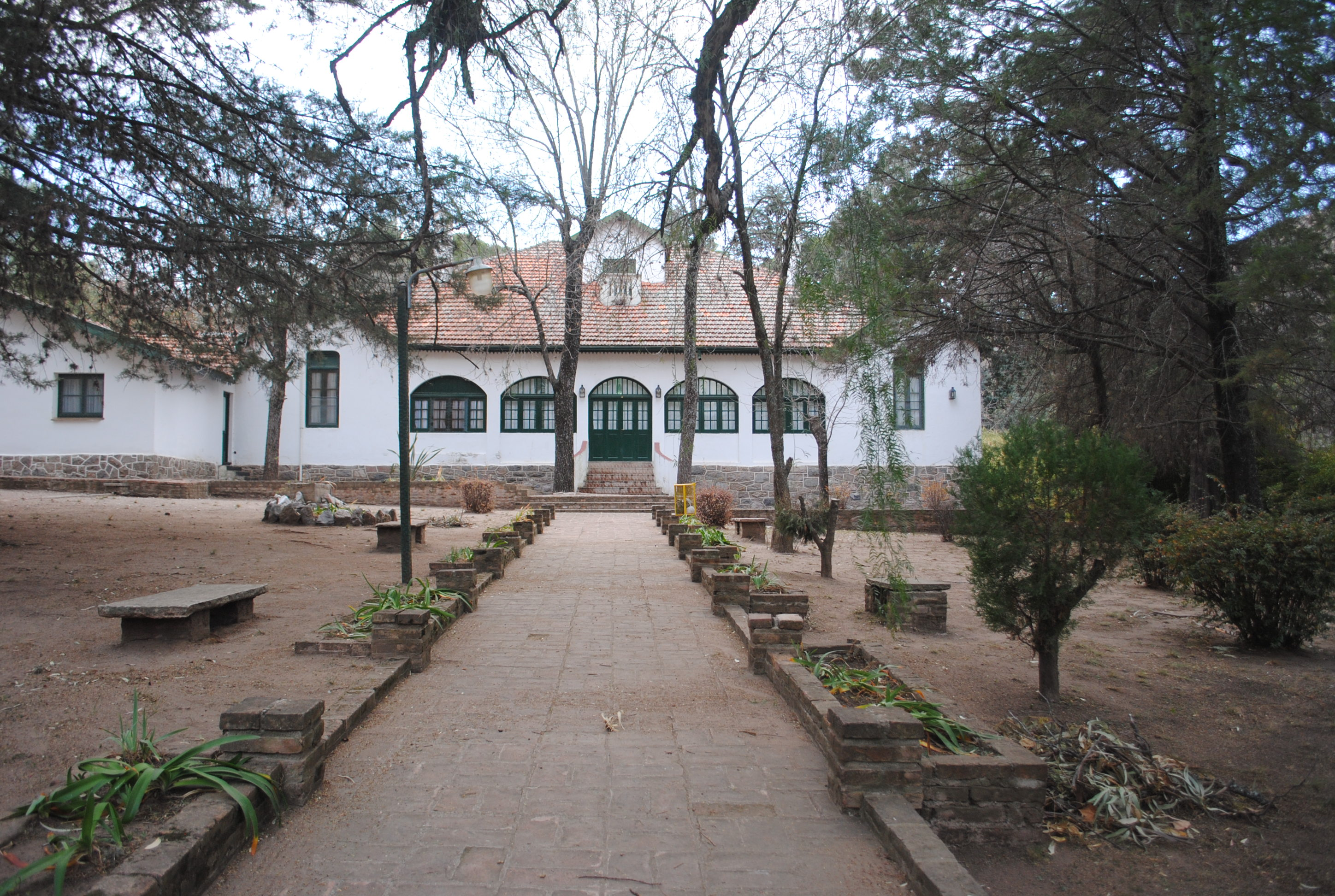
Otra vista del edificio Los Nogales.
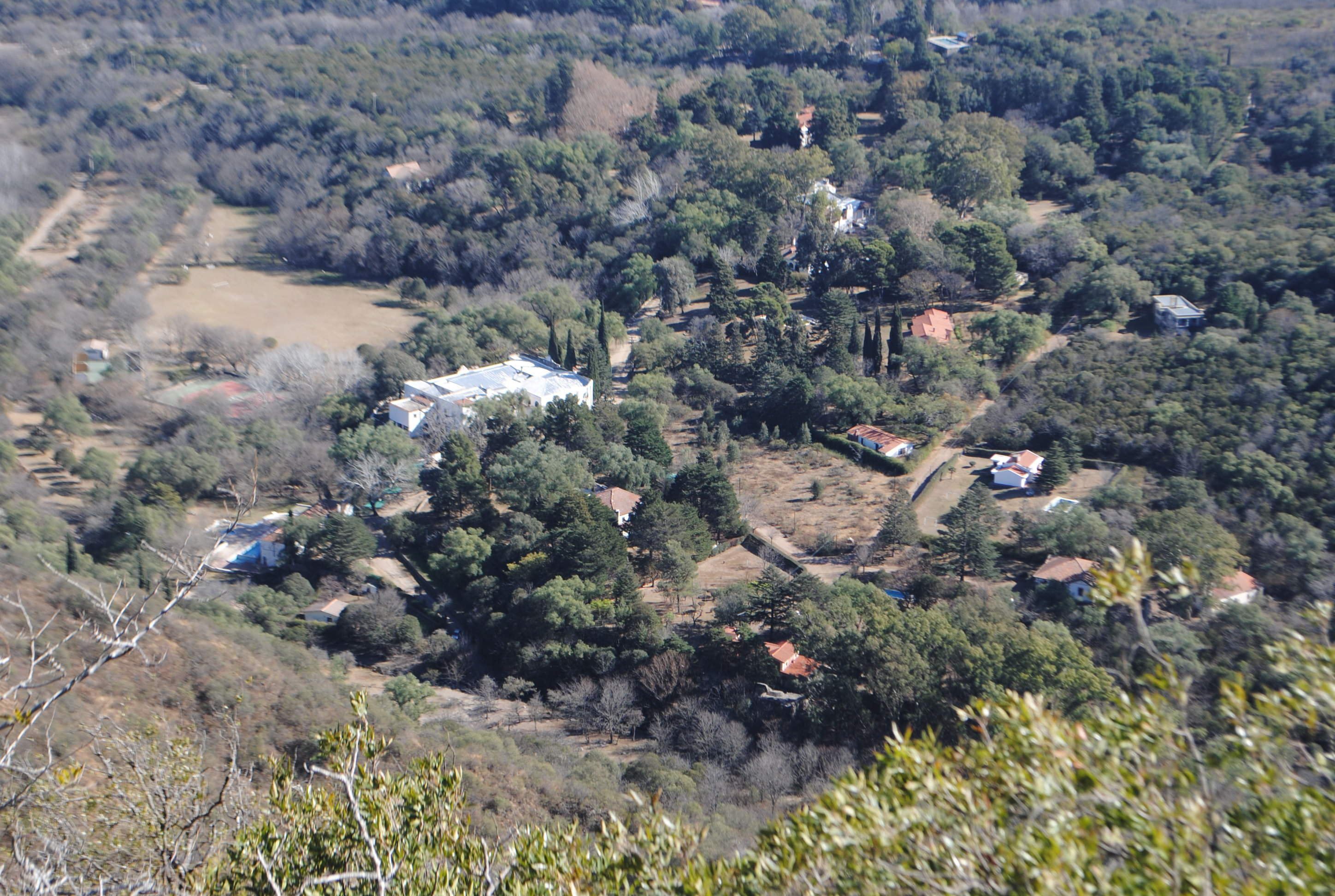
Vista del Complejo desde el Cerro de la Cruz.
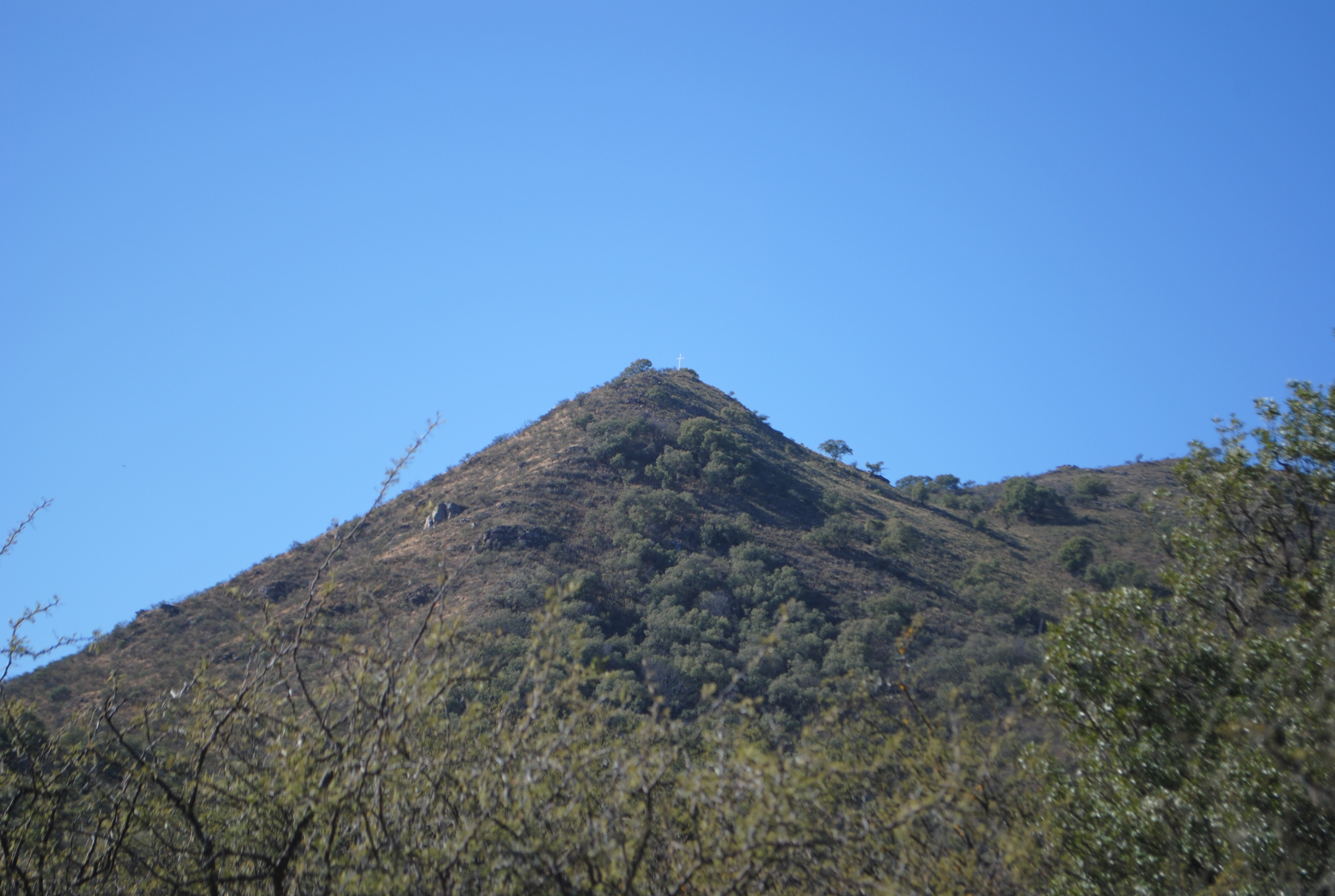
Cerro de la Cruz.
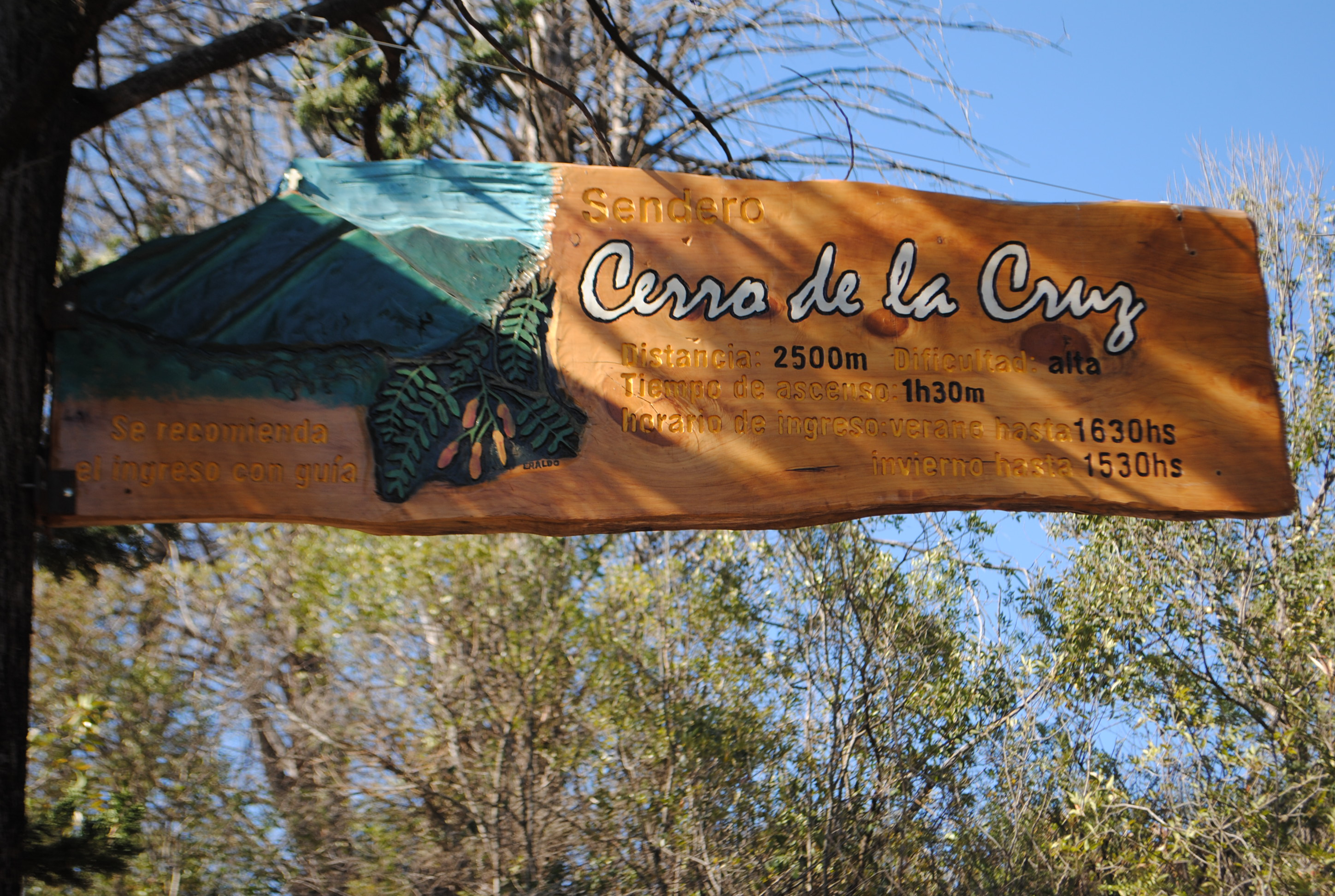
Entrada al sendero al Cerro de la Cruz.
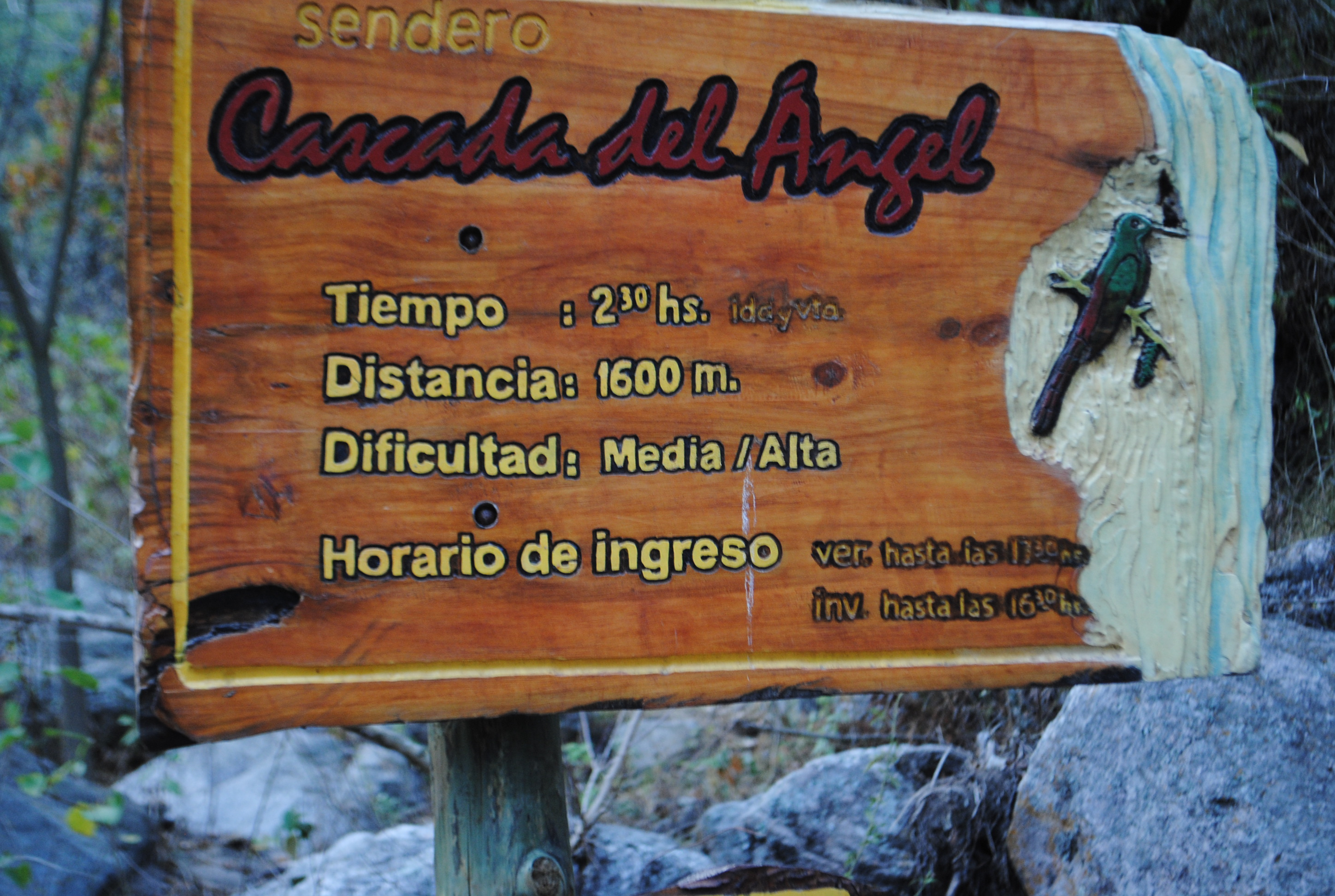
Entrada al sendero Cascada del Ángel.
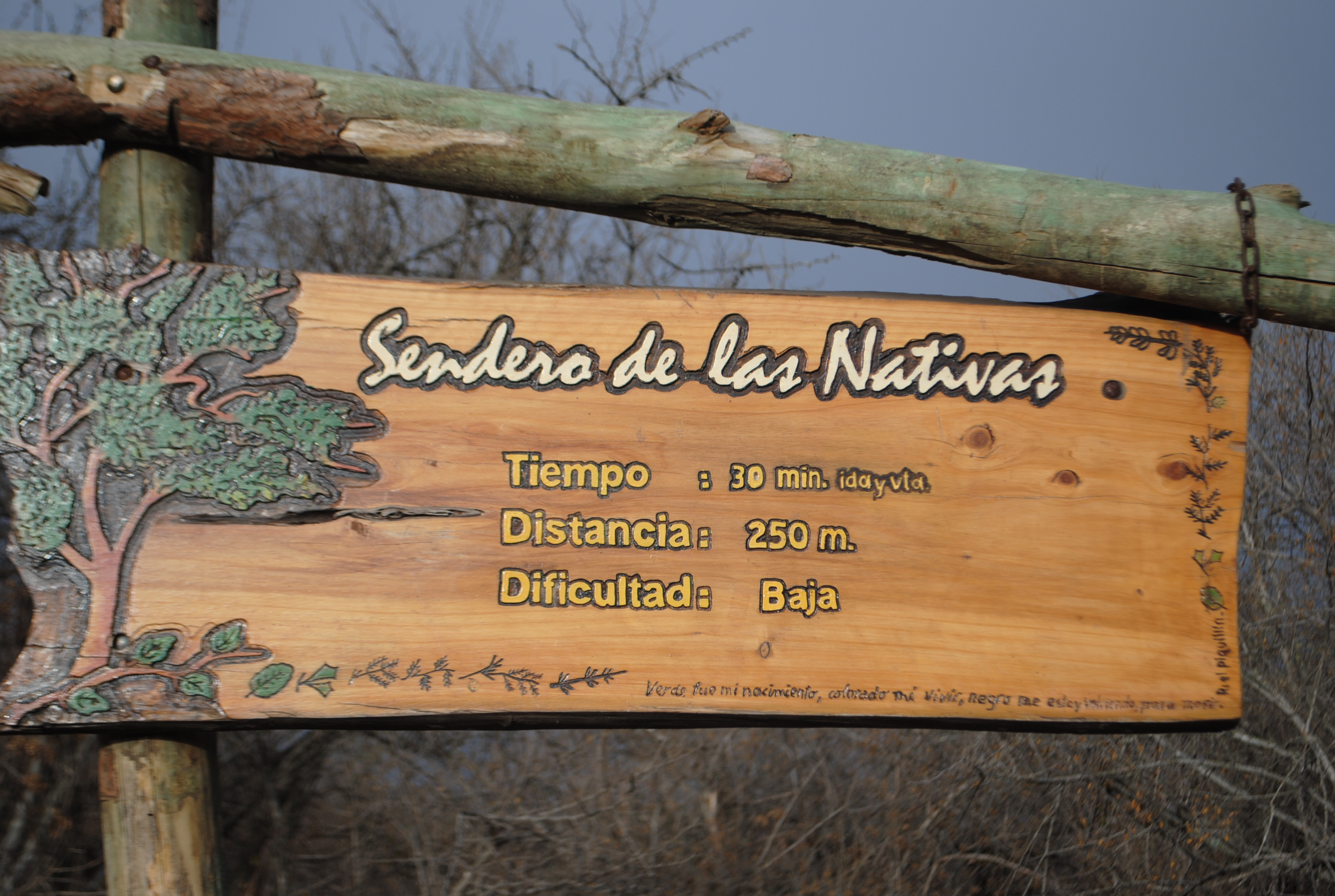
Entrada al sendero las Nativas.
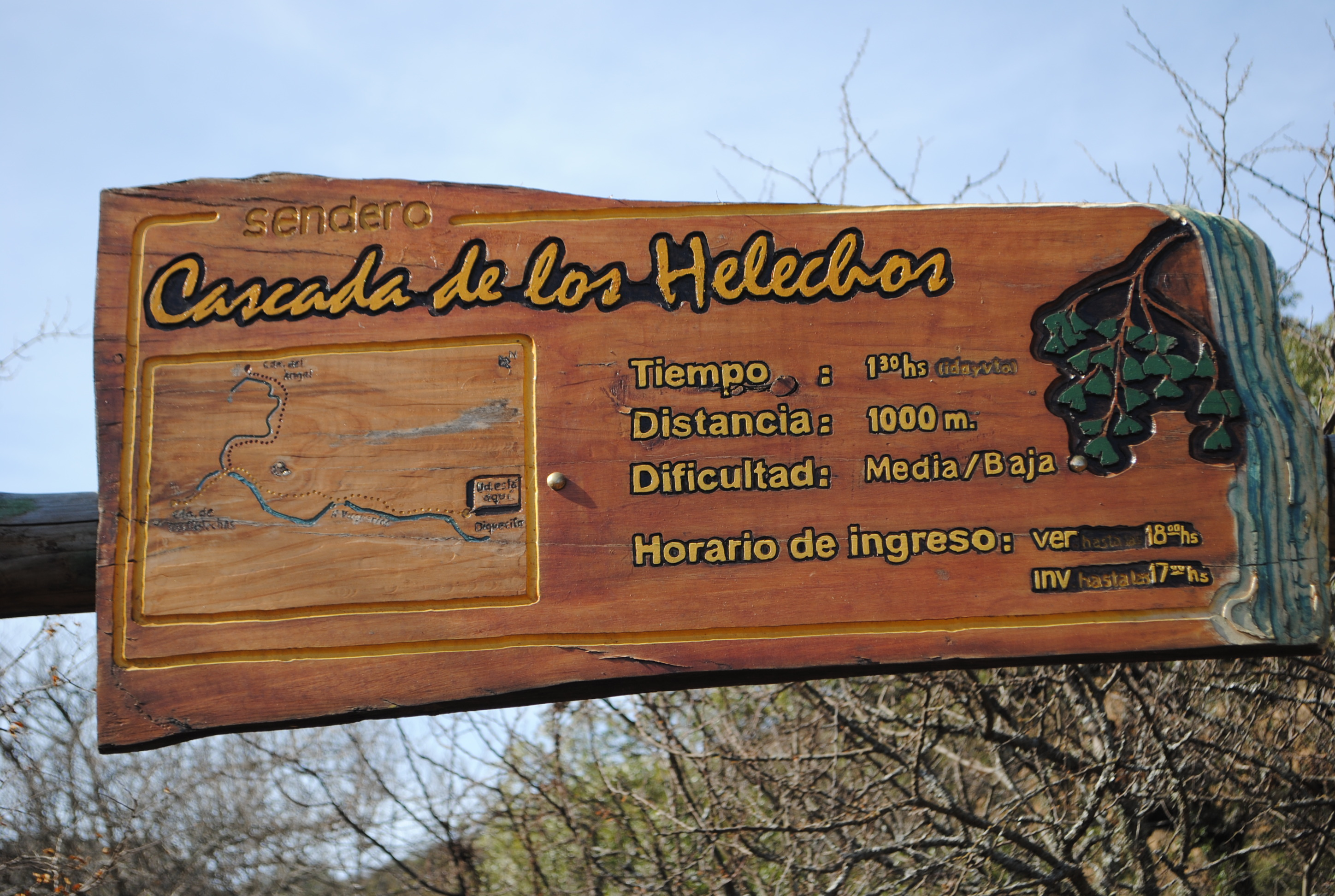
Entrada al sendero Cascada de los Helechos
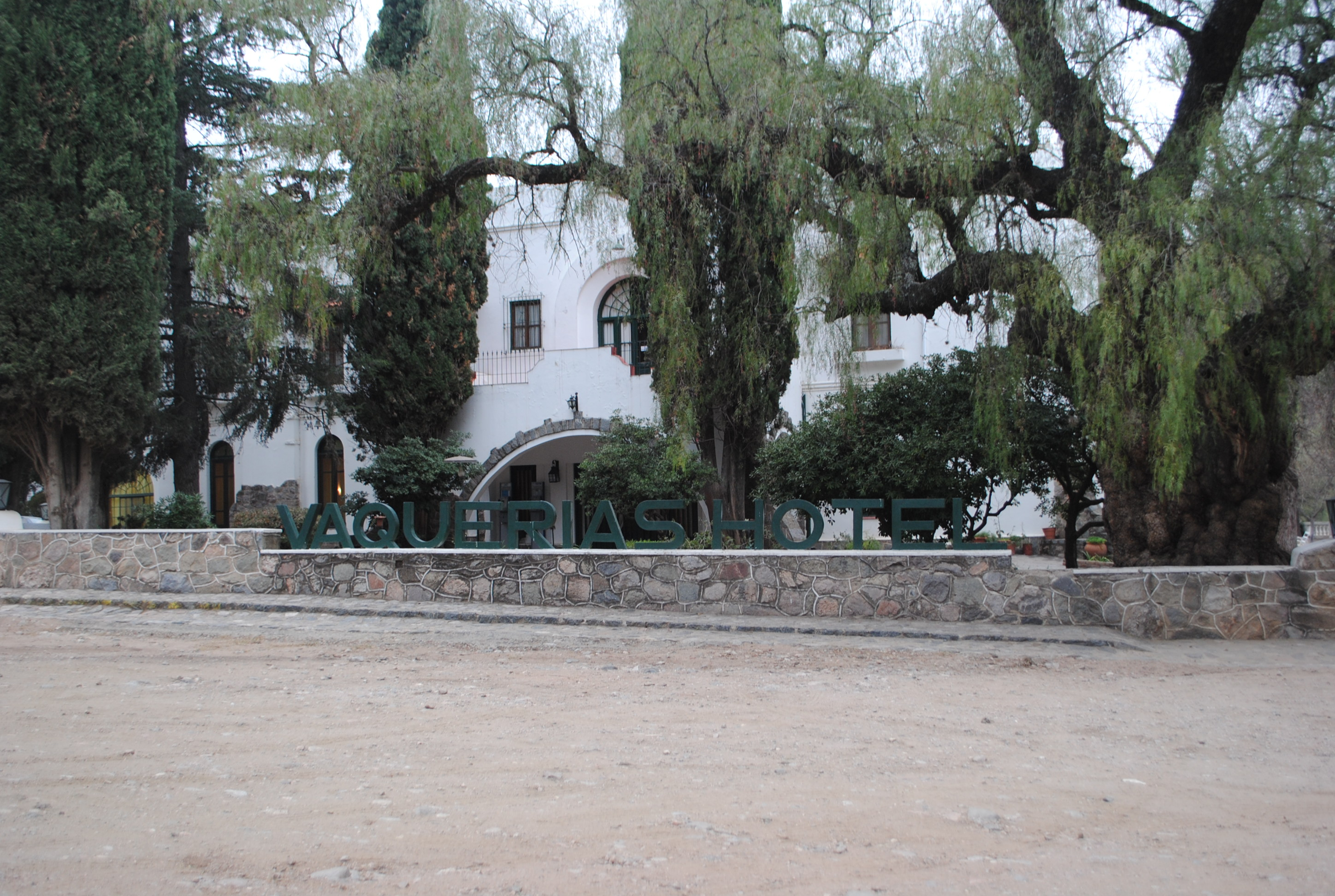
Vista de la fachada del Hotel Vaquerías.

## Citas
1. ↑   Sércic, A.;Cocucci, A.;Benítez-Vieyra, S.;Casacov, A.;Díaz, L.;Glinos, E.;Grosso, N.;Lazarte, C.;Medina, M.;Moré, M.;Moyano, M.;Nattero, J.;Pairo, V.;Trujill, C. y Wiemer, P. 2006. Flores del Centro de Argentina. Academia Nacional de Ciencias Córdoba. ISBN 987-98313-5-7.
2. 1 2  «Noticias de la Universidad Nacional de Córdoba». Archivado desde el original el 27 de febrero de 2009. Consultado el 15 de abril de 2009.
3. ↑  «Página oficial de la Obra Social Universitaria». Archivado desde el original el 3 de diciembre de 2011. Consultado el 22 de diciembre de 2010.